# Кусково (Москва)
Куско́во — бывшее подмосковное село, с 1925 года ставшее городом, который уже в 1938 году вошёл в состав города Перово. Вблизи села располагалась усадьба Шереметевых «Кусково».

## История

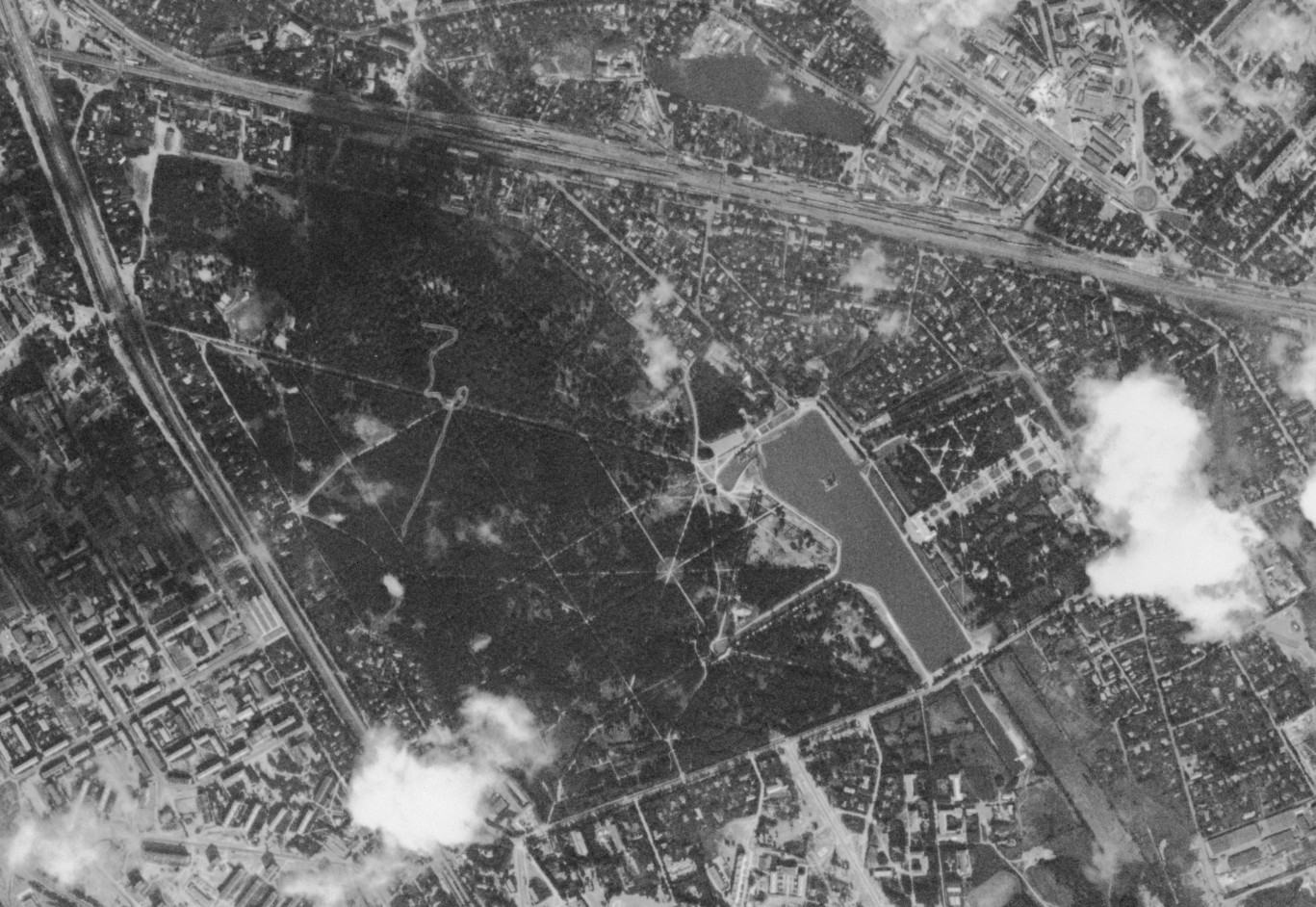
Застройка бывшего города Кусково на космоснимке Corona 1970 года.

Село Кусково известно по документам с 1573 года. Название происходит от личного именования Кусок или Кусков — так звали толмача, сопровождавшего митрополита Митяя в Царьград в 1379 году.
После прокладки в 1870-х годах линии железной дороги и открытия станции «Кусково» село становится дачной местностью. В конце 1870-х — начале 1880-х годов был построен нефтяной завод Товарищества русско-американского нефтяного производства (ныне Кусковский химический завод). В 1925 году и Кусково, и Перово получили статус города, а в 1938 году город Кусково вошёл в состав города Перово. Впрочем, уже в 1960 году вся эта территория вошла в состав Москвы при её расширении.
В 1970-х застройка к югу от железной дороги снесена, территория была занята лесопарком Кусково.

## Бывшие улицы города
Город располагался на территории современного Кусковского лесопарка, в его северной части, к югу от одноимённой станции. Почти вся застройка ликвидирована, часть улиц и проездов бывшего города утратили свой статус и стали безымянными аллеями лесопарка, часть сохранились на картах Москвы:
- Дворцовый проезд (сохр.)
- 2-й Дворцовый проезд
- 1-й Кетчерский проезд
- 2-й Кетчерский проезд
- Кусковский просек (сохр.)
- проезд Малого Гая
- 2-я Музейная улица
- 3-я Музейная улица (сохр.)
- Оранжерейная улица (сохр.)
- 1-я Партерная улица
- 2-я Партерная улица
- Пехорская улица
- Почтовый переулок
- Рассветная аллея (сохр.)
- проезд Старого Гая
- Узкий проезд

Кроме того, согласно репринтной карте Москва 1931 года, выпущенной в 2000-х годах издательством УНИИНТЕХ, к городу относилась исчезнувшая застройка вдоль участка железной дороги Перово — Плющево — Вешняки около парка, а также исчезнувшая застройка вдоль участка железной дороги Чухлинка — Кусково тоже около парка.